# NGC 6897
NGC 6897 ist eine Balken-Spiralgalaxie vom Hubble-Typ SAB:(rs?)bc im Sternbild Steinbock auf der Ekliptik. Sie ist schätzungsweise 262 Millionen Lichtjahre von der Milchstraße entfernt und hat einen Durchmesser von etwa 70.000 Lichtjahren. Wahrscheinlich bildet sie mit NGC 6898 ein gravitativ gebundenes Paar.
Das Objekt wurde von dem Astronomen Albert Marth am 28. Juni 1863 entdeckt.